# Florian Schramm
Florian Schramm (* 28. Oktober 1964) ist ein deutscher Ökonom.

## Leben
Von 1983 bis 1987 studierte er Betriebswirtschaft an der FU Berlin (Diplom-Kaufmann) und von 1988 bis 1988 Quantitative Methods an der University of Michigan. Nach der Promotion 1992 und Habilitation 1998 am Fachbereich Wirtschaftswissenschaft der FU Berlin war er dort als Privatdozent für Betriebswirtschaftslehre tätig. Von 1999 bis 2005 lehrte er als Universitätsprofessor für Allgemeine BWL an der Hamburger Universität für Wirtschaft und Politik. 2006 hatte er eine Gastprofessur an der Wirtschaftsuniversität Wien inne. Seit 2008 ist er Universitätsprofessor für BWL, insbesondere Personalwirtschaft, am Department Wirtschaft und Politik der wirtschafts- und sozialwissenschaftlichen Fakultät der Universität Hamburg.
Seine Arbeitsschwerpunkte sind personalwirtschaftliche Rezeption des Arbeitsrechts, personalwirtschaftliche Forschungsmethoden, Begleitforschung bei Innovation und Reorganisation von Organisationen und Qualität des Arbeitslebens.

## Schriften (Auswahl)
- Beschäftigungsunsicherheit. Wie sich die Risiken des Arbeitsmarkts auf die Beschäftigten auswirken. Empirische Analysen in Ost und West. Berlin 1992, ISBN 3-89404-606-6.
- mit Wenzel Matiaske und Michael Schlese: Berufliche Erwartungen und ihre Konsequenzen. Berlin 1996, OCLC 214718335.
- Arbeitnehmerverhalten und Arbeitsmarkt. Das sozioökonomische Panel in der Personalforschung. Stuttgart 1999, ISBN 3-7910-1521-4.
- mit Ingrid Zeitlhöfler: Personalpolitik an Hochschulen. Eine Studie anhand der HWP – Hamburger Universität für Wirtschaft und Politik. Berlin 2004.